# Sant'Antimo
Sant'Antimo est une ville italienne d'environ 32 070 habitants (2022) située dans la ville métropolitaine de Naples, en région Campanie.

## Administration
| Période                                  | Période  | Identité      | Étiquette       | Qualité |
| ---------------------------------------- | -------- | ------------- | --------------- | ------- |
| 28 mai 2006                              | En cours | Aurelio Russo | Centro-Sinistra |         |
| Les données manquantes sont à compléter. |          |               |                 |         |

### Communes limitrophes
Aversa, Casandrino, Cesa, Giugliano in Campania, Grumo Nevano, Melito di Napoli, Sant'Arpino.

## Personnalités
- Cardinal Alessandro Verde (1865-1958).